# Estil (punxó)

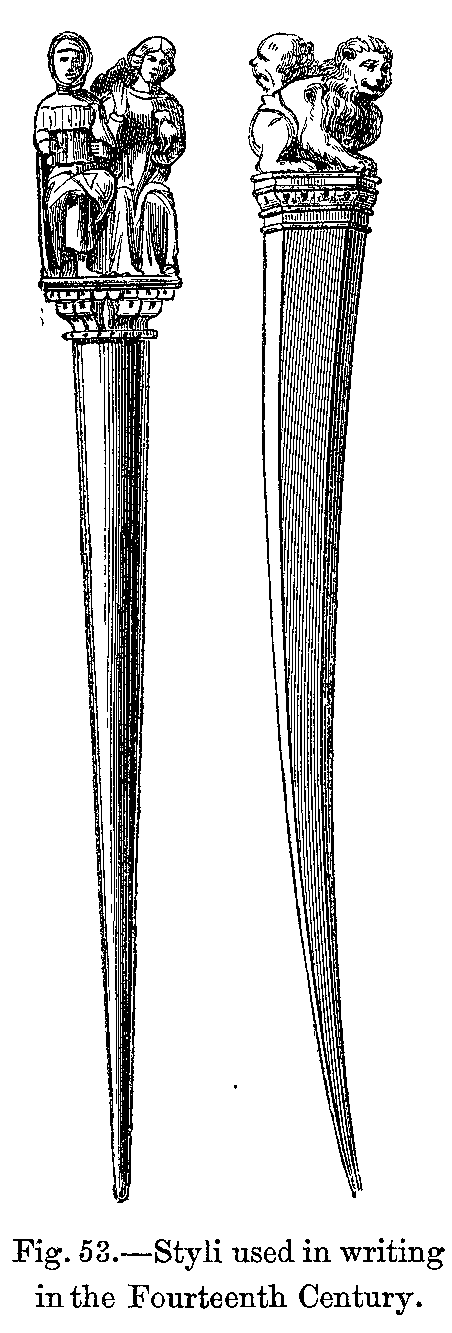
Estils usats per a l'escriptura al

Un estil (del llatí stilus) és un instrument d'escriptura que serveix per escriure per incisió damunt una superfície, com ara tauletes de cera o d'argila. Modernament, s'empra també per designar un accessori d'ordinador, generalment de PDAs o  smartphones . Tenen la forma d'una vara allargada i estreta, similar a un bolígraf modern, de vegades marcadament corbs per facilitar el seu maneig.

## Origen

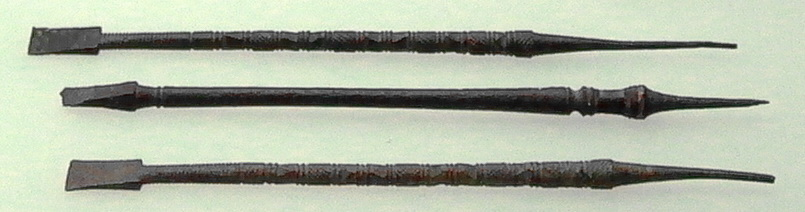
Estils romans utilitzats per escriure en tauletes de cera

Els estils van ser emprats per primera vegada pels antics mesopotàmics per a escriure en cuneïforme damunt tauletes d'argila. Habitualment estaven fabricats amb canyes que creixien als marges dels rius Tigris i Eufrates i en aiguamolls, i fins a Egipte, on s'usaven estils fets de rodanxes de canyes amb puntes afilades. L'escriptura cuneïforme estava completament basada en la marca en forma de falca que feia l'extrem d'una canya tallada quan es pressionava sobre una tauleta d'argila; d'aquí el terme cuneïforme, del llatí cuneus 'falca'.
A l'antiguitat clàssica, els estils (grec antic: γραφεῖον o γραφίς, llatí: stilum) s'empraven per a escriure sobre tauletes de cera (tabulae ceratae), que s'empraven amb diferents propòsits: de notes de secretaris fins a registres de comptes. Algunes tauletes de cera s'han conservat en dipòsits negats d'aigua, per exemple en el fort romà de Vindolanda, sobre el Mur d'Adrià. Un extrem d'aquests estils era punxegut per poder escriure i l'altre es feia aixafat i ampli per esborrar.
En llatí, stilus significa 'estaca', 'punxó', i feia referència a un instrument punxegut per escriure en tauletes de cera; la grafia stylus és tardana, i influïda pel terme grec στῦλος 'columna', 'pilar'. En un extrem acabava en punta, per gratar els caràcters sobre la cera, mentre l'altre extrem, pla i circular, servia per esborrar, fent que la superfície de les tauletes fos plana una altra vegada.
Els estils van ser usats ben bé fins al segle xix.

## Ús modern

### Arts
Els estils es continuen utilitzant en l'actualitat en diverses arts i oficis. A tall d'exemple, el fregat de lletres en el mètode de la transferència en sec, el traçat de dissenys sobre una superfície nova amb paper carbó, i el gravat en relleu (gravat tipogràfic) de forma manual. Els estils també s'usen per a gravar sobre materials com el metall o l'argila.

### Informàtica

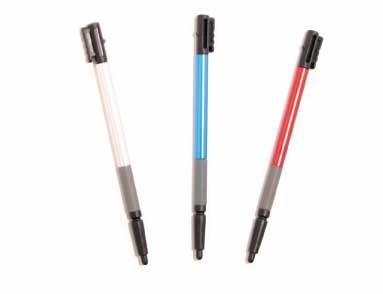
Estils moderns, emprats amb pantalles tàctils en dispositius electrònics com ara la Nintendo DS i les PDA

En l'actualitat, el terme estil (o estilet) es refereix sovint a un mètode d'introducció de dades emprat normalment en assistents personals digitals (PDA) i tauletes gràfiques. En aquest mètode, un estil que no secreta tinta toca una pantalla tàctil, reemplaçant al dit, per evitar que l'oli natural de les mans d'un es transfereixi a la pantalla, o produeix pinzellades en una pantalla d'ordinador, respectivament. Els estils s'usen també amb els models moderns de la consola portàtil GP2X i amb la Nintendo DS, que té dues pantalles, i la inferior sensible al tacte.
Un estil pot ser emprat també per imprimir un enregistrament sobre làmines metàl·liques o cristall fumats. Aquest mètode pot ser usat en diversos instruments en lloc d'un bolígraf per a gravar, ja que té l'avantatge de poder operar sobre un ampli interval de temperatures, no s'encalla o seca prematurament, i té molt poca fricció en comparació amb altres mètodes. Aquestes característiques van ser útils en certs tipus primitius de sismògrafs i en barògrafs emprats en registres per determinar l'altitud de planadors.